# Policía de Finlandia
La Policía de Finlandia (en Finés: Suomen poliisi y en Sueco: Finlands polis) o simplemente la Poliisi es el cuerpo de policía nacional de la República de Finlandia, encargado del mantenimiento del orden público, la protección del ciudadano y la lucha contra la delincuencia. Depende del Ministerio del Interior.
El 1 de octubre de 2003 entró en vigor la Ley de Orden Público, que estandariza las ordenanzas públicas en todo el país.

## Departamentos de policía locales
La policía está dividida en departamentos de policía, que abarcan el área de varios municipios; los municipios no tienen fuerzas policiales propias. La función de cada departamento de policía es mantener la ley y el orden general, prevenir delitos, investigar delitos y otros eventos que amenacen el orden público y la seguridad, llevar a cabo el control y la vigilancia del tráfico y promover la seguridad del tráfico, y realizar todas las demás funciones prescritas por la ley o de lo contrario asignado a la policía en su área. Los departamentos de policía locales están organizados en policías de patrulla uniformados (finlandés: järjestyspoliisi , literalmente "policía de orden") y policía de investigación criminal (finlandés: rikospoliisi, literalmente "policía criminal").
La policía local también procesa licencias y permisos, como licencias de armas, tarjetas de identificación nacionales y pasaportes, y además, hace cumplir las decisiones de inmigración del Servicio de Inmigración de Finlandia. La policía local también debe ser notificada cuando organice eventos públicos que puedan influir significativamente en la seguridad pública local y el tráfico. Los permisos de conducir han sido emitidos por la policía local, pero desde 2016 por Traficom (Agencia de Comunicaciones y Transportes de Finlandia).
Los servicios de alarma son operados por Centros de Respuesta a Emergencias administrados por el Ministerio del Interior en cooperación con el Ministerio de Asuntos Sociales y Salud.
- Departamentos de policía locales a partir de 2014:[5][6]
- Departamento de Policía de Laponia (Rovaniemi)
- Departamento de Policía de Finlandia Central (sede en Tampere)
- Departamento de Policía de Finlandia Oriental (Kuopio)
- Departamento de Policía de Eastern Uusimaa (Vantaa)
- Departamento de Policía de Helsinki (Helsinki)
- Departamento de Policía de Häme (Lahti)
- Departamento de Policía de Ostrobotnia (Vaasa)
- Departamento de Policía de Oulu (Oulu)
- Departamento de Policía del Sureste de Finlandia (Kouvola)
- Departamento de Policía del suroeste de Finlandia (Turku)
- Departamento de Policía de Western Uusimaa (Espoo)

Además, las Islas Åland tienen su propio departamento de policía que está bajo la responsabilidad del Gobierno de Åland (véase la aplicación de la ley en Åland ).

## Unidades de policía nacional
La Oficina Nacional de Investigación ( finlandés : Keskusrikospoliisi, KRP , sueco : Centralkriminalpolisen, CKP ) es responsable de las principales investigaciones penales y de ciertos tipos de servicios especializados, como el reconocimiento de huellas dactilares. El NBI se formó en 1954 para ayudar a los demás elementos policiales del país en los esfuerzos contra la delincuencia, en particular la de carácter grave o profundamente arraigado. [7] Una preocupación especial de la NBI son los delitos de cuello blanco.. Para llevar a cabo su misión, la fuerza cuenta con medios técnicos avanzados a su disposición y mantiene los archivos de identificación y huellas dactilares de Finlandia. La NBI no es parte de la policía, sino que es una agencia de aplicación de la ley nacional separada que ayuda a la policía local con las investigaciones. .
La Escuela Universitaria de Policía ( finlandés : Poliisiammattikorkeakoulu, Polamk , sueco : Polisyrkeshögskolan ) de Tampere es responsable de la formación, la investigación y el desarrollo de la policía.
El Servicio de Inteligencia de Seguridad de Finlandia ( finlandés:Suojelupoliisi, Supo , sueco: Skyddspolisen, Skypo) es responsable de la seguridad nacional y de la investigación de delitos relacionados. El Supo pasó a depender directamente del Ministerio del Interior en 2016.
La Policía Nacional de Tráfico (finlandés: Liikkuva poliisi, sueco :Rörliga polisen) se incorporó a la policía local en 2013, por lo que la policía local también es responsable de la patrulla de carreteras. Originalmente, los distritos de la policía local eran muy pequeños y tenían recursos limitados, por lo que se fundó una organización policial móvil separada para el control de disturbios, la aplicación de la ley sobre el alcohol y los deberes de la fuerza de reserva. La confiabilidad política y la independencia de los hombres fuertes locales también fueron importantes debido a la amenaza de los fascistas; de hecho, la primera tarea fue escoltar al expresidente KJ Ståhlberg de regreso a su casa después de que fue secuestrado por el Movimiento Lapua.. Esta organización más tarde se convirtió en una patrulla de carreteras. Sin embargo, debido a las fusiones, los departamentos de policía locales se habían vuelto más grandes. Por lo tanto, la organización nacional separada se consideró redundante y las unidades de policía de tránsito se subordinaron en cambio a los departamentos de policía locales, sin cambios en el número real de agentes de patrulla de carreteras.

## Otras formaciones activas a nivel nacional
La Unidad de Intervención Especial ( finlandés : Poliisin valmiusyksikkö ), también conocida como "Bear Squad" ( finlandés : "Karhu-ryhmä" ), es una unidad de respuesta armada especializada. Es oficialmente parte del Departamento de Policía de Helsinki.
En junio de 2008, la policía finlandesa estableció un Equipo de respuesta a incidentes policiales encargado de mejorar la prevención, detección y gestión de incidentes graves de seguridad de la información.
Vaativan ajotavan valvonta, también conocida como unidad VATV, es un grupo de policías altamente capacitados y especializados en conducción y persecuciones a alta velocidad. La unidad tiene varios autos de alto rendimiento sin marcar que van desde 280-340 caballos de fuerza.

## Rangos

Poliisiylitarkastaja/ Polisöverinspektör Inspector General policia
Poliisipäällikkö/ Capitán
Poliisijohtaja/ Polisdirektör Director
Poliisiylijohtaja/ Polisöverdirektör Director Superior

La policía finlandesa utiliza los siguientes rangos:
Los investigadores criminales anteponen sus filas con rikos-, "Detective", literalmente "Criminal", por ejemplo, rikostarkastaja.
La insignia de rango en las charreteras de los hombros es todo plateado sobre azul con un botón plateado. La insignia de rango para el alguacil superior es una sola barra, añadida con dos galones para el sargento. Los agentes de policía han bordeado hileras de hojas de roble, con un León de Finlandia al lado. Además, en el cuello hay una insignia pentagonal que siempre tiene el emblema con hojas de laurel y un borde, pero con colores que varían ligeramente según el rango; los oficiales tienen un borde alrededor del pentágono.

Nuorempi konstaapeli/ Yngre konstapel Condestable Junior
Vanhempi konstaapeli/ Äldre konstapel Condestable Senior
Ylikonstaapeli/ Överkonstapel Condestable Superior

Komisario/ Kommissarie Comisario
Ylikomisario/ Överkommissarie Comisario Superior
Poliisitarkastaja/ Polisinspektör Inspector policia
Apulais- poliisipäällikkö/ Asistente del Capitán

- Poliisiylitarkastaja/
Polisöverinspektör
Inspector General policia
- Poliisipäällikkö/
Capitán
- Poliisijohtaja/
Polisdirektör
Director
- Poliisiylijohtaja/
Polisöverdirektör
Director Superior

## Galería

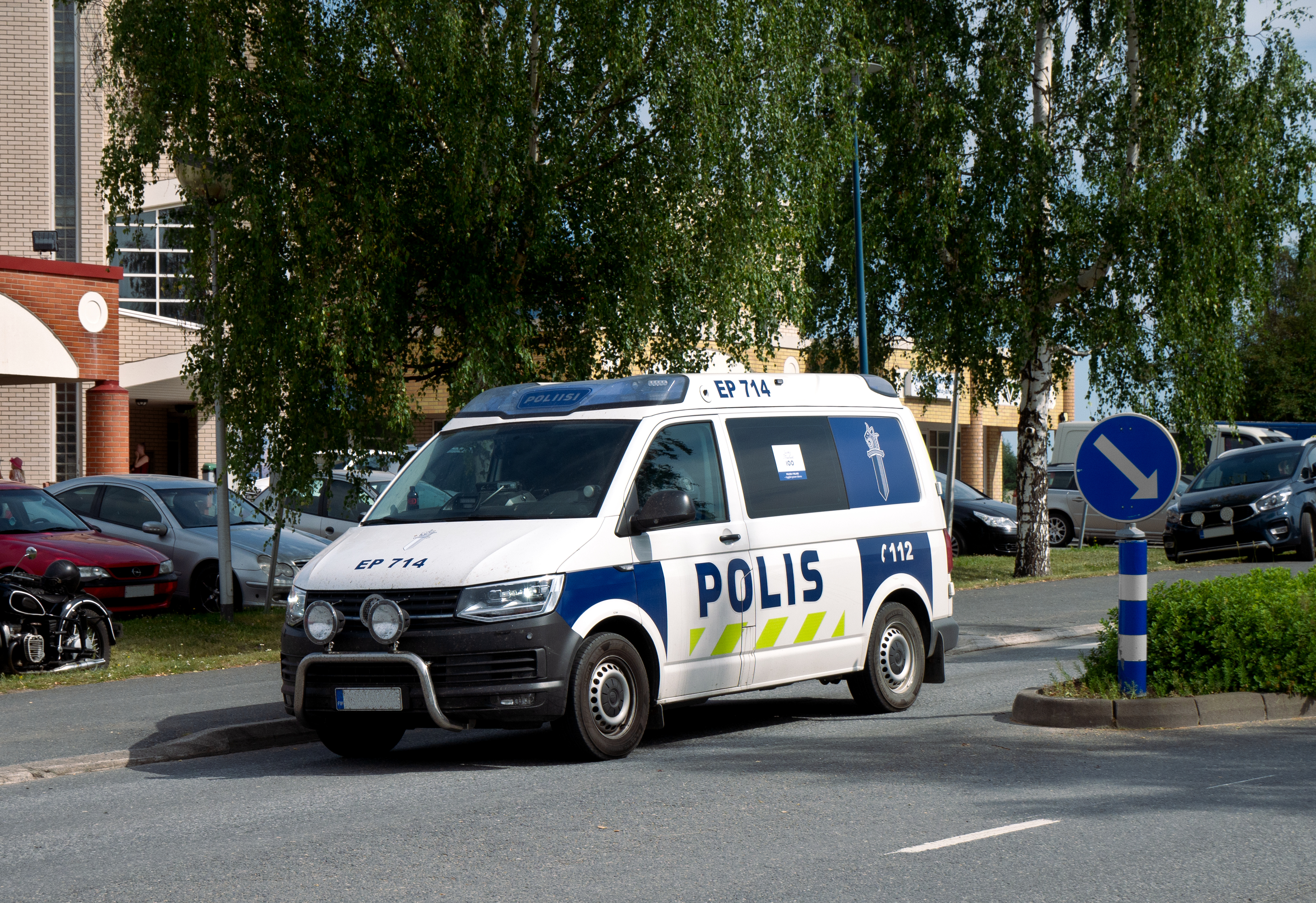
Furgón de la Policía de Finlandia.
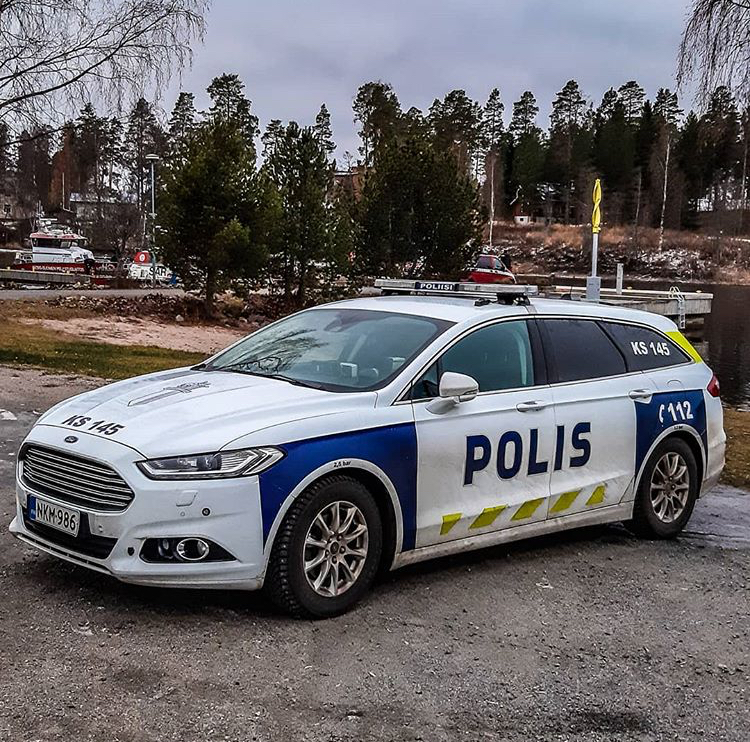
Coche patrulla de la Policía Finlandesa.
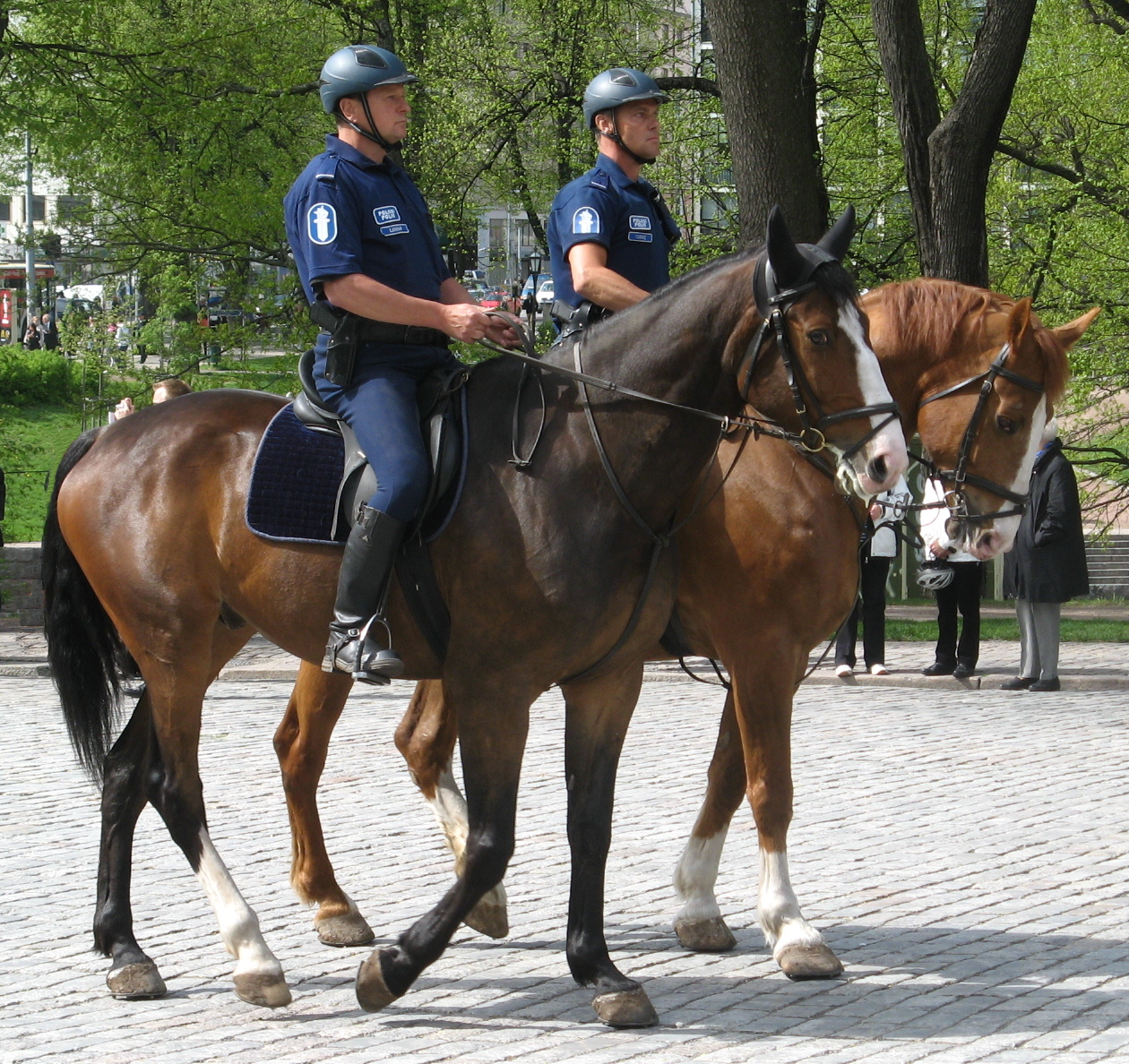
Patrulla a caballo.
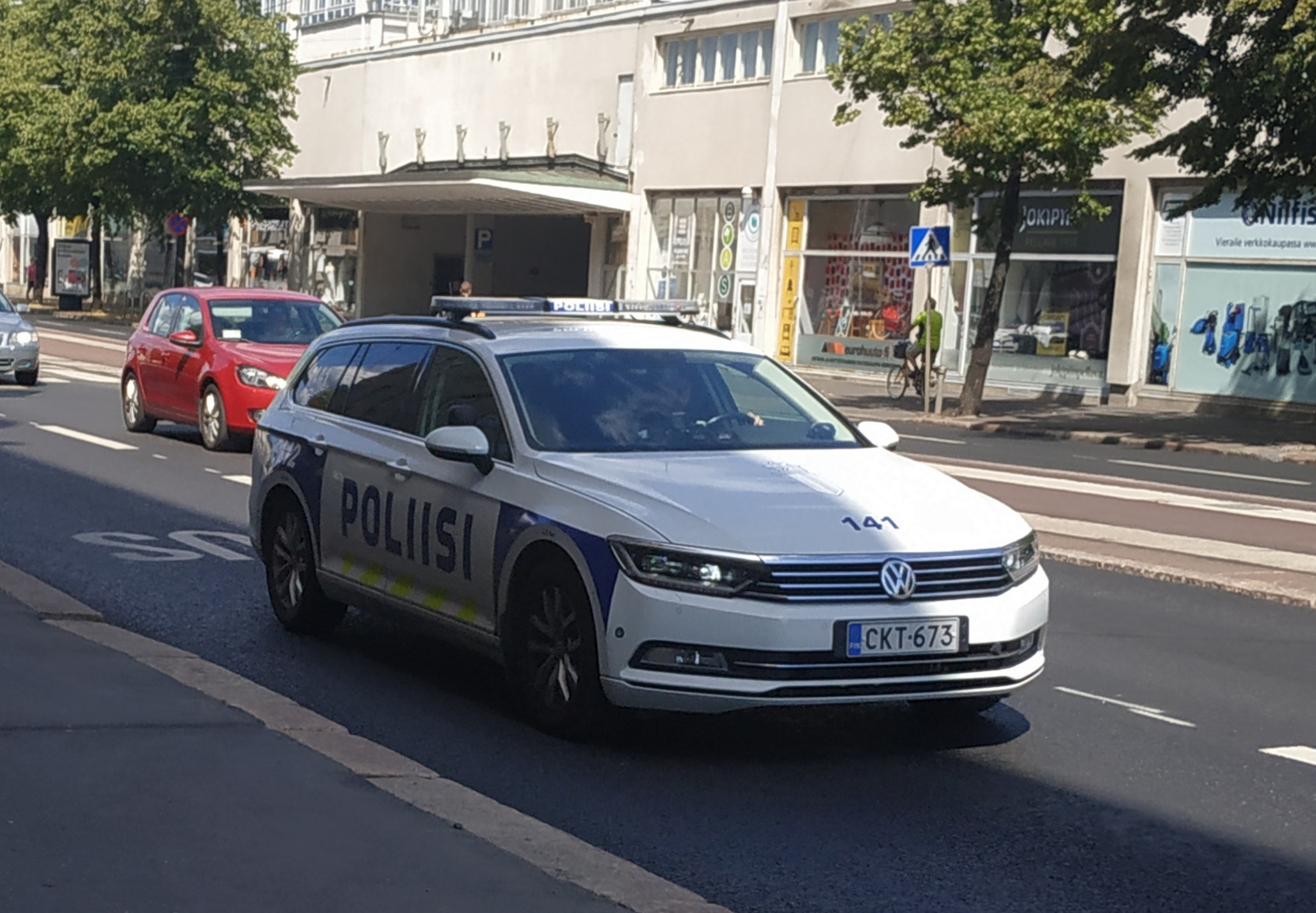
Vehículo de la Policía de Finlandia.
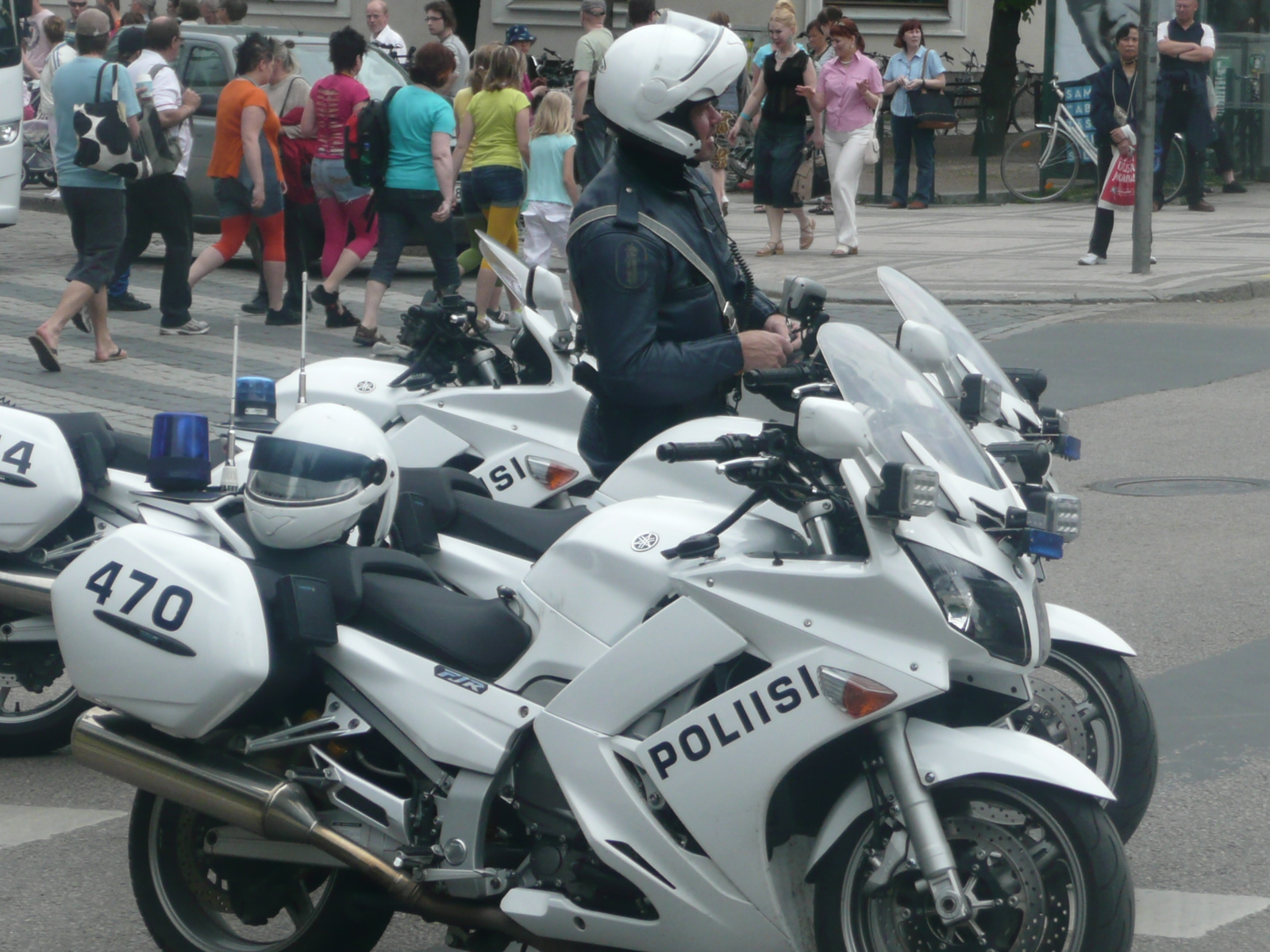
Motos de la Polisii.
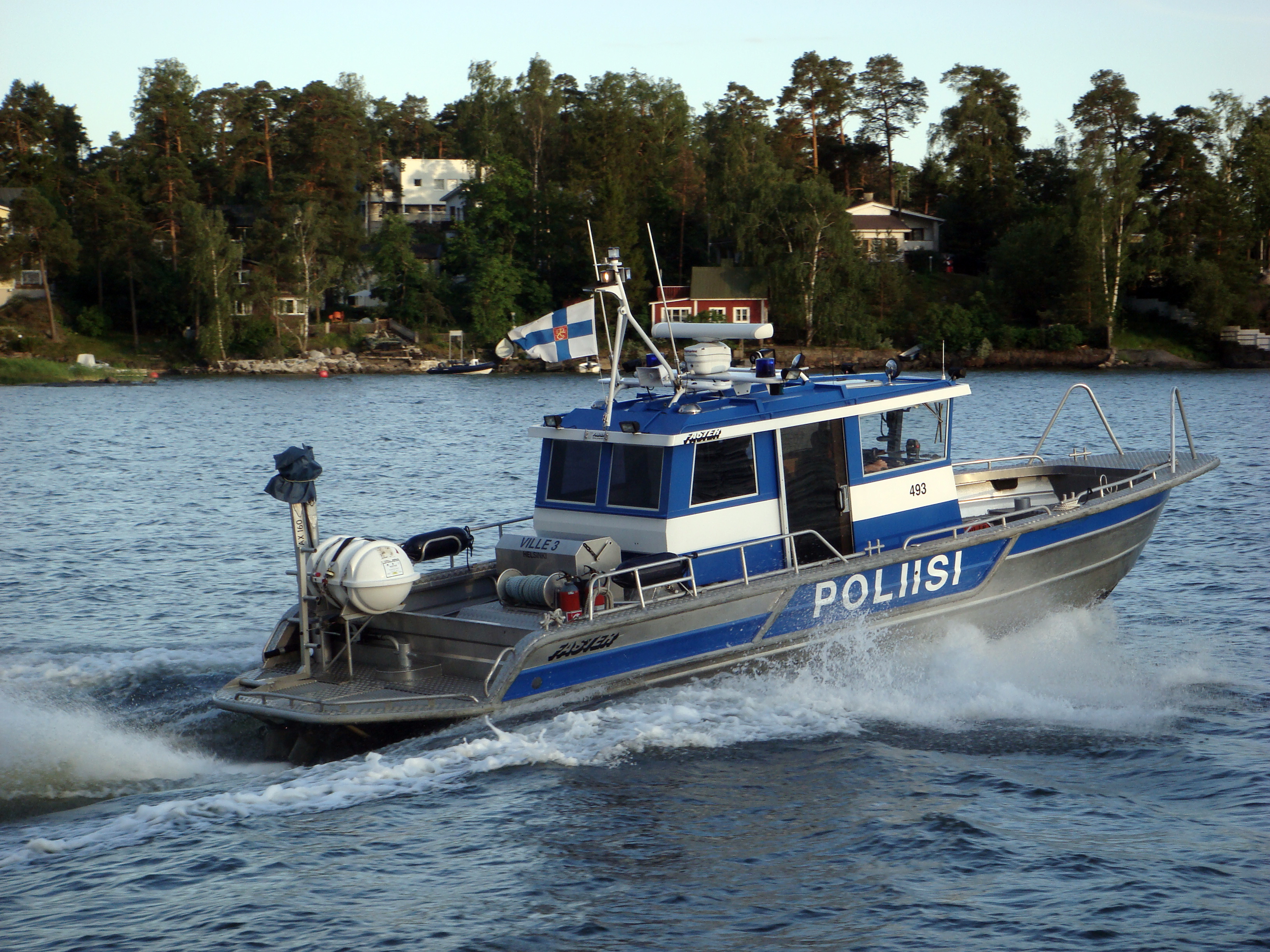
Bote patrulla.

## Equipo
- Glock 17, (está siendo reemplazada por Walther P99 Q[15]))
- Heckler & Koch MP5, (será reemplazado por CZ Scorpion Evo 3[16])
- Heckler y Koch G36 C
- Taser X26
- FN 303
- CZ Scorpion Evo 3[17]
- Batuta
- Aerosol de pimienta
- TETRA
- Esposas
- Armadura ligera y pesada

## Vehículos
Dos coches de policía finlandeses con marcas bilingües
El vehículo de patrulla más común de la policía en Finlandia es el Volkswagen Transporter, generalmente con motores diésel de 2,5 l. En 2002, aproximadamente un tercio de los coches de policía finlandeses eran Transporters.  Los transportistas también son utilizados por guardias fronterizos, aduanas y sotilaspoliisi (policía militar). Debido al bilingüismo del país, el lado derecho de los vehículos está marcado en idioma finés (POLIISI), el lado izquierdo está marcado en sueco (POLIS). La sirena utilizada para los coches de policía finlandeses también se utiliza para la policía de Suecia.

### Vehículos actuales de la policía finlandesa
- Ford Kuga (sin marcar)
- Ford Focus (coches de policía sin marcar)
- Audi A8 (sin marcar)
- Mercedes-Benz Clase E (unidades sin marcar en Helsinki. Se utilizan principalmente como vehículos de escolta
- BMW serie 7 (utilizado principalmente como coches de escolta sin marcar para el presidente de Finlandia )
- Citroën Berlingo (utilizado como radares móviles en Helsinki)
- Ford Mondeo (modelos 2012-2018)
- Ford Ranger (sin marcar, en uso en Helsinki)
- Ford Transit (utilizado como transporte de material por el departamento de Espoo y uno en Kristinestad , utilizado también por Bear Squad)
- Opel Vectra (sin usar, almacenado como vehículos de reserva)
- Opel Movano (sin marcar, utilizado por los departamentos de Pohjanmaa y Bear Squad)
- Škoda Octavia (modelos 2013-2018, incluidos Skoda octavia VRS y -scout)
- Škoda Superb (modelos 2017, incluido el Škoda superb sportline)
- Ford Tourneo Connect (utilizado como radares de tráfico móviles y también utilizado sin marcar en Helsinki)
- Toyota avensis
- Toyota Corolla Verso (coches de policía sin marcar utilizados en la región de Helsinki)
- Mitsubishi Outlander (en uso como autos de respaldo sin marcar en Helsinki)
- Mitsubishi Pajero (coches sin marcar en Helsinki)
- Toyota Land Cruiser (utilizado por Bear Squad)
- Toyota Hilux (coches de policía sin marcar en Rovaniemi , también utilizados por Bear Squad)
- Toyota Prius (en uso en el departamento de Turku )
- Nissan Navara (coches de policía sin marcar, en su mayoría utilizados para el transporte de personal en Helsinki)
- Nissan Primastar (sin marcar, se utiliza principalmente como respaldo en situaciones de emergencia en Helsinki)
- Nissan qashqai (sin marcar)
- Volkswagen Passat (modelos regular, alltrack y r-line)
- Volkswagen Caddy (cámaras de velocidad móviles y coches de policía sin marcar)
- Volkswagen Tiguan (vehículos policiales sin marcar. Incluido el Vw tiguan r-line)
- Volkswagen Golf Variant (utilizado como coches de policía sin marcar)
- Volkswagen E-Golf (en uso en Helsinki)
- Volkswagen Transporter (diferentes variantes, por ejemplo, K9, unidades de monitorización de oficina y LGV )
- Mercedes-Benz Sprinter (capacidades de control de disturbios y monitoreo LGV)
- Mercedes-Benz Clase G (utilizado por Bear Squad)
- Mercedes-Benz G280 LAPV Enok (utilizado por Bear Squad)
- Mercedes-Benz CLS
- Volvo V70
- Ford Focus ST
- Mercedes-Benz Vito (2019–)[19]
- Hyundai Ioniq eléctrico (sin marcar)

Las motocicletas policiales marcadas suelen ser modelos BMW K1200 RS , Yamaha FJR 1300 , Yamaha FZ1 , Yamaha XT660 , Honda VFR1200 o KTM 1190 Adventure . Las motocicletas sin marcar son los modelos Yamaha YZF1000R Thunderace y Yamaha YZF-R1. Las motocicletas se utilizan en situaciones de persecución. Los quads también se utilizan en servicio, los más utilizados son Polaris Sportsman y Can-Am .
Además, la policía finlandesa opera motos de nieve, motos de agua y botes. El departamento de Helsinki también tiene una unidad de policía montada.